# Kamil Grosicki
Kamil Grosicki, né le 8 juin 1988 à Szczecin, est un footballeur international polonais qui évolue au poste de milieu de terrain au Pogoń Szczecin.
Espoir du football polonais depuis ses débuts, il commence sa carrière au Pogoń Szczecin avant de partir pour le Legia Varsovie, grand club de la capitale polonaise. Devant rapidement faire face à des problèmes personnels comme l'addiction au jeu, il ne parvient pas à s'imposer dans son pays et doit partir tenter sa chance en Suisse au FC Sion. Cependant, ce n'est qu'après avoir mis de côté ses problèmes de comportement qu'il parvient à exprimer son potentiel, en revenant au club de Jagiellonia Białystok en première division polonaise.
Vainqueur de la Coupe de Pologne avec son club, il accepte en 2011 l'offre du club turc de Sivasspor, dans lequel il s'affirme comme un danger permanent pour les défenses adverses. Après une demie saison mitigée, il part finalement pour la France et le Stade rennais FC.
International depuis 2008, il participe notamment à l'Euro 2012 dans son pays.

## Biographie

### Carrière en club

#### Formation et débuts professionnels
Kamil Grosicki est formé au Pogoń Szczecin, club de sa ville natale.
Le 6 mai 2006, il fait ses débuts dans l'élite polonaise lors d’un déplacement sur le terrain de l’Arka Gdynia, en remplaçant Andradina en toute fin de rencontre (0-0). À l’issue de la saison, il signe son premier contrat professionnel d’une durée de cinq ans, avec son club formateur.
Lors de la saison 2006-2007, il intègre plus régulièrement l’équipe première. Il prend part à 21 rencontres de championnat, inscrivant deux buts et délivrant quatre passes décisives. Le 23 septembre 2006, quelques minutes après son entrée en jeu à la 88e minute, il marque son premier but dans le monde professionnel face au Górnik Łęczna, scellant la victoire du Pogoń Szczecin (3-0). Malgré ces performances, le club termine à la seizième et dernière place du championnat. Initialement relégué en deuxième division, le club est finalement dissous et repart en quatrième division la saison suivante.

#### Difficultés personnelles et départ en Suisse
En juin 2007, Kamil Grosicki quitte son club formateur et s’engage avec le Legia Varsovie, troisième du championnat de Pologne lors du précédent exercice.
Le 29 juillet 2007, il fait ses débuts officiels à l’occasion de la première journée du championnat, entrant en jeu à la 78e minute lors d'une victoire (1-0) contre le KS Cracovia. Le 25 août 2007, Grosicki est titularisé pour la première fois avec le Legia lors d'une rencontre face au promu Zagłębie Sosnowiec. Il inscrit à cette occasion son premier but sous les couleurs du club varsovien, participant à un large succès (5-0).
Malgré un début de saison encourageant sur le terrain, Kamil Grosicki connaît des difficultés extra-sportives, en lien avec une dépendance aux jeux d'argent amorcée à ses débuts professionnels. Écarté du groupe professionnel du Legia Varsovie, il est envoyé en novembre dans un centre spécialisé dans le traitement des addictions. Il y suit une thérapie de plusieurs semaines. Par la suite, le joueur reconnaît avoir perdu d’importantes sommes d’argent, parfois équivalentes à plusieurs mois de salaire, et avoir contracté d’importantes dettes liées à cette dépendance.
Dans l’optique de lui offrir un nouvel environnement, le Legia décide en février 2008 de le prêter au FC Sion en Suisse, jusqu’à la fin de l'année civile.
Le 16 mars 2008, Grosicki fait ses débuts en Super League lors d’une rencontre face au FC Bâle (victoire, 4-2),. Il inscrit son premier but pour le club deux semaines plus tard, le 30 mars, lors d’une victoire contre le FC Aarau (1-0). À la fin de la saison, il n'a pris part qu'à huit matchs de Super League, inscrivant deux buts.
Cependant, cette première expérience à l’étranger ne permet pas au joueur de se stabiliser. Malgré un hébergement à proximité des locaux du club, il accumule les retards aux entraînements et ne participe pas aux cours de français proposés par le club. Il est également impliqué dans deux accidents de la route alors qu’il conduit sans permis. Peu avant son départ, il signe un document rédigé en français par lequel il renonce au versement de ses salaires jusqu'à la fin de son prêt. Il affirme plus tard avoir apposé sa signature sans en comprendre le contenu, faute de traduction, et sous la pression des dirigeants,.
Le prêt en Suisse romande prend fin prématurément en septembre 2008. Grosicki retourne alors à Szczecin, où il poursuit un entraînement individuel, en attendant de relancer sa carrière.

#### Retour en Pologne et confirmation
Le club de Jagiellonia Białystok exprime alors son désir de le faire venir, et parvient à l'obtenir en prêt avec option d'achat malgré les réticences initiales du joueur à l'idée de revenir jouer en première division polonaise. Lors de sa première apparition sous son nouveau maillot face à l'Arka Gdynia, il produit une bonne prestation. Le 13 mars 2009, lors du match face au Legia Varsovie à qui il appartenait toujours, les deux clubs se mettent d'accord pour que Grosicki puisse jouer à condition que le  Jagiellonia Białystok paye 50 000 zlotys au club propriétaire. Il devient dès lors un titulaire et un joueur-clé au sein de l'équipe, en inscrivant des buts importants et en distribuant de nombreuses passes décisives. Avec 4 buts et autant de passes décisives en 13 apparitions, il est considéré comme le meilleur joueur de l'équipe avec Tomasz Frankowski.
Jagiellonia Białystok achète Grosicki de définitivement en juin 2009 pour un demi-million de zlotys. Le club devait être relégué dans une division inférieure pour avoir participé à un scandale de corruption, mais la Cour fédérale polonaise lui inflige finalement une peine de 10 points de pénalité et une amende de 300 000 zlotys. Malgré l'intérêt de gros clubs du championnat de Grèce, il reste au club pour la saison 2009-2010. Durant la préparation d'avant-saison, il apparaît à l'entraînement en état d'ébriété, mais refuse de faire le test sanguin auquel voulait le soumettre son entraîneur Michał Probierz. Ces perturbations ont amené le joueur à être laissé à l'écart du voyage pour le stage d'entraînement d'avant-saison. Il participe néanmoins au début du championnat, et marque le but de la victoire face au Odra Wodzisław Śląski, ainsi que celui permettant à son équipe de se qualifier face au GKS Tychy en Coupe de Pologne. Il est élu meilleur joueur du championnat pour le mois de septembre, et son duo avec Tomasz Frankowski permet à son équipe de rattraper les points de pénalités. À la fin de la saison il atteint la finale de la coupe de Pologne face à son club formateur Pogoń Szczecin, qu'il remporte sur le score de 1-0.
Lors de la saison suivante il remporte la Supercoupe de Pologne face au champion Lech Poznań, et dispute ses premiers matchs européens face à l'Aris Salonique FC. Sa première partie de la saison 2010-2011 est très bonne, il est un des piliers de Jagiellonia qui termine à la première place du championnat pour les matchs allers.

#### Sivasspor
Le 10 janvier 2011, il signe chez le club turc de Sivasspor, et y fait ses débuts le 23 janvier face à Galatasaray, en étant un des meilleurs joueurs du match malgré la défaite de son équipe. Il gagne rapidement une place de titulaire malgré le fait qu'il n'ait pas fait la préparation avec ses coéquipiers, et marque son premier but face au champion de Turquie sortant, Bursaspor. Lors de la 24e journée, il marque un triplé contre Manisaspor qui permet à son équipe de sortir de la zone de relégation jusqu'à la fin du championnat.
La saison 2011-2012 est celle de la confirmation en Turquie, durant laquelle il signe de belles performances comme face au tenant du titre Fenerbahçe. Il s'impose comme un homme fort du club turc, qui dispute en fin de saison les play-offs pour se qualifier en Ligue Europa, sans succès.
Bien que bénéficiant d'un bon statut en Turquie, Grosicki connait une saison plus difficile. Son club de Sivasspor ne termine qu'à la douzième place, et lui-même peine à reproduire ses performances de l'année passées. Parfois laissé sur le banc et ayant souffert de quelques problèmes physiques, il réalise néanmoins une saison honnête en jouant 28 matchs et en donnant 6 passes décisives. Pour la saison à suivre, le club fait signer Roberto Carlos comme nouvel entraîneur. Grosicki rate une grande partie du championnat pour cause de blessures, et par la suite ses relations avec le coach brésilien se tendent en raison du quota de joueurs étrangers imposé par la Fédération depuis le début de la saison,. Ayant perdu sa place de titulaire, il décide de chercher un nouveau club à partir du mercato hivernal.

#### Stade rennais FC

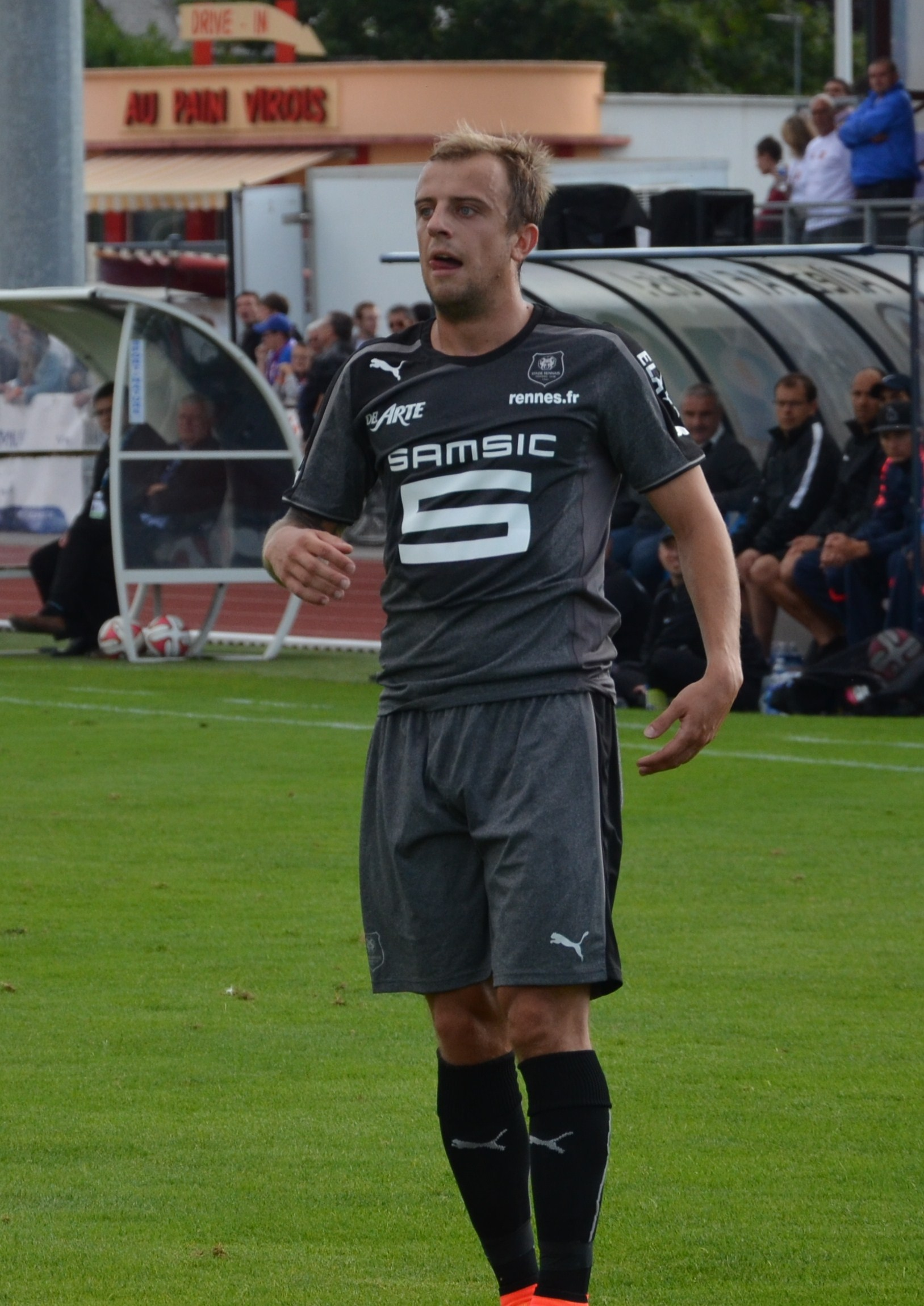
Kamil Grosicki sous le maillot du Stade rennais

Le 29 janvier 2014, il signe un contrat de trois ans et demi en faveur du Stade rennais FC. Dès son arrivée il s'impose sur le couloir droit à la place de Jonathan Pitroipa, et enchaîne les bonnes performances à partir du mois de février. Le club breton joue le maintien durant toute la deuxième partie de saison, et les observateurs jugent que l'arrivée de Grosicki, avec celles d'Ola Toivonen et de Paul-Georges Ntep "ne sont pas étrangères à ce redressement de situation". De même, il participe grandement au bon parcours du Stade rennais FC en Coupe de France, en marquant successivement face à Lille en quart de finale, et face à Angers en demi-finale. Il marque son 1er but en Ligue 1 face au Montpellier HSC lors de la deuxième journée de Ligue 1 le 15 août 2015. Il inscrit un doublé face au FC Nantes le 23 octobre 2016 (2-1).

#### Hull City
En tout de fin de mercato hivernal, il est transféré à Hull City le 31 janvier 2017 pour 9 millions d'euros.

#### West Bromwich Albion
Le 31 janvier 2020, Grosicki s'engage pour un an et demi avec West Bromwich Albion.

### Carrière en équipe nationale

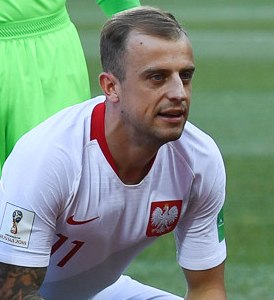
Kamil Grosicki avec la sélection polonaise pendant la Coupe du Monde 2018 en Russie.

Kamil Grosicki est régulièrement appelé en sélection dans les classes d'âge jeune et espoirs depuis 2006. En 2007, il refuse de participer au stage de préparation pour la Coupe du monde des moins de 20 ans, en raison des négociations pour son transfert au Legia Varsovie, et de la fatigue accumulée la saison passée. La Fédération polonaise de football se saisit de l'affaire et l'empêche, avec d'autres joueurs, de participer à la compétition, tout en voulant l'interdire de porter le maillot polonais à l'avenir. La suspension est finalement levée en septembre, et il fait ses débuts en sélection A en février 2008 face à la Finlande, en remplaçant Marek Zieńczuk à la 80e minute.
En 2009, après que la sélection polonaise ait laissé passer sa chance de participer à la Coupe du monde en Afrique du Sud, le sélectionneur de l'équipe espoirs Andrzej Zamilski l'appelle pour participer aux éliminatoires du Championnat d'Europe espoirs de 2011 au Danemark.
À partir de la saison 2010-2011, Grosicki apparaît régulièrement en sélection, bien qu'il ne soit pas systématiquement titulaire. Ainsi, le sélectionneur polonais Franciszek Smuda le prend dans le groupe pour participer à l'Euro 2012 dans son pays. Il n'apparaît que pour le dernier match face à la République tchèque, entrant en cours de match sans pouvoir empêcher son équipe de perdre et d'être éliminée.
Le 30 mai 2016 il est officiellement nommé par Adam Nawałka et fait partie de la liste des 23 joueurs polonais sélectionnés pour disputer l'Euro 2016.
Le 5 octobre 2017, à l’occasion d’un match des éliminatoires de la Coupe du monde 2018 contre l’Arménie, Kamil Grosicki se distingue en délivrant deux passes décisives à Robert Lewandowski. Ces actions permettent à ce dernier d’inscrire ses 48e et 49e buts en sélection, établissant ainsi un nouveau record de buts avec l’équipe nationale de Pologne, devant l’ancien détenteur Włodzimierz Lubański (48 buts). La rencontre se termine sur une large victoire des Polonais (6-1).
Le 4 juin 2018, il est sélectionné par Adam Nawałka pour participer à la Coupe du monde 2018.
Kamil Grosicki fait partie des cinq réservistes appelés par Paulo Sousa pour le stage préparatoire de l'Euro 2020.
Le 10 novembre 2022, il est sélectionné par Czesław Michniewicz pour participer à la Coupe du monde 2022.
Le 8 juin 2024, Kamil Grosicki est retenu par le sélectionneur Michał Probierz parmi les 26 joueurs appelés à disputer le Championnat d'Europe 2024 en Allemagne. Le 21 juin, lors du match contre l'Autriche, il entre en jeu à la 75e minute en remplacement de Bartosz Slisz. À cette occasion, il devient, à 36 ans et 13 jours, le footballeur le plus âgé à représenter la Pologne dans un tournoi international majeur. Le 24 juin 2024, à la veille du dernier match de la Pologne dans la phase de groupes de l’Euro 2024 face à la France, alors que l’équipe est déjà éliminée, Kamil Grosicki annonce mettre un terme à sa carrière internationale,.

## Style de jeu
Kamil Grosicki est un joueur offensif évoluant le plus souvent dans le couloir gauche, bien que pouvant tout aussi bien évoluer à droite. Il se décrit lui-même comme "un joueur assez rapide et capable d'éliminer en un contre un".

## Statistiques détaillées
Le tableau ci-dessous retrace la carrière de Kamil Grosicki depuis ses débuts professionnels.
| Saison                | Club                         | Championnat           | Championnat | Championnat | Championnat | Coupe nationale | Coupe nationale | Coupe nationale | Coupe de la Ligue | Coupe de la Ligue | Coupe de la Ligue | Supercoupe | Supercoupe | Supercoupe | Compétition(s) continentale(s) | Compétition(s) continentale(s) | Compétition(s) continentale(s) | Compétition(s) continentale(s) | Pologne | Pologne | Pologne | Total | Total | Total |
| Saison                | Club                         | Division              | M.          | B.          | P.d.        | M.              | B.              | P.d.            | M.                | B.                | P.d.              | M.         | B.         | P.d.       | Comp.                          | M.                             | B.                             | P.d.                           | M.      | B.      | P.d.    | M.    | B.    | P.d.  |
| 2005-2006             | Pogoń Szczecin               | D1                    | 2           | 0           | 0           | -               | -               | -               | -                 | -                 | -                 | -          | -          | -          | -                              | -                              | -                              | -                              | -       | -       | -       | 2     | 0     | 0     |
| 2006-2007             | Pogoń Szczecin               | D1                    | 21          | 2           | 4           | -               | -               | -               | -                 | -                 | -                 | -          | -          | -          | -                              | -                              | -                              | -                              | -       | -       | -       | 21    | 2     | 4     |
| Sous-total            | Sous-total                   | Sous-total            | 23          | 2           | 4           | -               | -               | -               | -                 | -                 | -                 | -          | -          | -          | -                              | -                              | -                              | -                              | -       | -       | -       | 23    | 2     | 4     |
| 2007-2008             | Legia Varsovie               | D1                    | 11          | 1           | 0           | 1               | 0               | 0               | -                 | -                 | -                 | -          | -          | -          | -                              | -                              | -                              | -                              | 1       | 0       | 0       | 13    | 1     | 0     |
| Sous-total            | Sous-total                   | Sous-total            | 11          | 1           | 0           | 1               | 0               | 0               | -                 | -                 | -                 | -          | -          | -          | -                              | -                              | -                              | -                              | 1       | 0       | 0       | 13    | 1     | 0     |
| 2007-2008             | FC Sion (prêt)               | D1                    | 8           | 2           | 2           | -               | -               | -               | -                 | -                 | -                 | -          | -          | -          | -                              | -                              | -                              | -                              | 1       | 0       | 0       | 9     | 2     | 2     |
| Sous-total            | Sous-total                   | Sous-total            | 8           | 2           | 2           | -               | -               | -               | -                 | -                 | -                 | -          | -          | -          | -                              | -                              | -                              | -                              | 1       | 0       | 0       | 9     | 2     | 2     |
| 2008-2009             | Jagiellonia Białystok (prêt) | D1                    | 13          | 4           | 4           | -               | -               | -               | -                 | -                 | -                 | -          | -          | -          | -                              | -                              | -                              | -                              | 1       | 0       | 0       | 14    | 4     | 4     |
| 2009-2010             | Jagiellonia Białystok        | D1                    | 30          | 4           | 6           | 7               | 1               | 6               | -                 | -                 | -                 | -          | -          | -          | -                              | -                              | -                              | -                              | -       | -       | -       | 37    | 5     | 12    |
| 2010-2011             | Jagiellonia Białystok        | D1                    | 15          | 6           | 3           | 2               | 0               | 0               | -                 | -                 | -                 | 1          | 0          | 1          | C3                             | 2                              | 0                              | 1                              | 3       | 0       | 0       | 23    | 6     | 5     |
| Sous-total            | Sous-total                   | Sous-total            | 58          | 14          | 13          | 9               | 1               | 6               | -                 | -                 | -                 | 1          | 0          | 1          | -                              | 2                              | 0                              | 1                              | 4       | 0       | 0       | 74    | 15    | 21    |
| 2010-2011             | Sivasspor                    | D1                    | 17          | 5           | 4           | -               | -               | -               | -                 | -                 | -                 | -          | -          | -          | -                              | -                              | -                              | -                              | 4       | 0       | 0       | 21    | 5     | 4     |
| 2011-2012             | Sivasspor                    | D1                    | 40          | 7           | 13          | 2               | 0               | 0               | -                 | -                 | -                 | -          | -          | -          | -                              | -                              | -                              | -                              | 4       | 0       | 1       | 46    | 7     | 14    |
| 2012-2013             | Sivasspor                    | D1                    | 28          | 2           | 6           | 10              | 1               | 3               | -                 | -                 | -                 | -          | -          | -          | -                              | -                              | -                              | -                              | 8       | 0       | 2       | 46    | 3     | 11    |
| 2013-2014             | Sivasspor                    | D1                    | 5           | 0           | 0           | 2               | 1               | 0               | -                 | -                 | -                 | -          | -          | -          | -                              | -                              | -                              | -                              | -       | -       | -       | 7     | 1     | 0     |
| Sous-total            | Sous-total                   | Sous-total            | 90          | 14          | 23          | 14              | 2               | 3               | -                 | -                 | -                 | -          | -          | -          | -                              | -                              | -                              | -                              | 16      | 0       | 3       | 120   | 16    | 29    |
| 2013-2014             | Stade rennais FC             | D1                    | 13          | 0           | 3           | 4               | 2               | 0               | -                 | -                 | -                 | -          | -          | -          | -                              | -                              | -                              | -                              | 1       | 0       | 1       | 18    | 2     | 4     |
| 2014-2015             | Stade rennais FC             | D1                    | 19          | 0           | 3           | 1               | 0               | 0               | 1                 | 0                 | 0                 | -          | -          | -          | -                              | -                              | -                              | -                              | 6       | 2       | 0       | 27    | 2     | 3     |
| 2015-2016             | Stade rennais FC             | D1                    | 33          | 9           | 4           | 1               | 0               | 0               | 2                 | 0                 | 0                 | -          | -          | -          | -                              | -                              | -                              | -                              | 15      | 6       | 9       | 51    | 15    | 13    |
| 2016-2017             | Stade rennais FC             | D1                    | 16          | 4           | 3           | 1               | 0               | 0               | 1                 | 0                 | 0                 | -          | -          | -          | -                              | -                              | -                              | -                              | 4       | 1       | 1       | 22    | 5     | 4     |
| Sous-total            | Sous-total                   | Sous-total            | 81          | 13          | 13          | 7               | 2               | 0               | 4                 | 0                 | 0                 | -          | -          | -          | -                              | -                              | -                              | -                              | 26      | 9       | 11      | 118   | 24    | 24    |
| 2016-2017             | Hull City                    | D1                    | 15          | 0           | 5           | -               | -               | -               | -                 | -                 | -                 | -          | -          | -          | -                              | -                              | -                              | -                              | 2       | 0       | 0       | 17    | 0     | 5     |
| 2017-2018             | Hull City                    | D2                    | 37          | 9           | 6           | 1               | 0               | 0               | -                 | -                 | -                 | -          | -          | -          | -                              | -                              | -                              | -                              | 10      | 3       | 5       | 48    | 12    | 11    |
| 2018-2019             | Hull City                    | D2                    | 39          | 9           | 12          | -               | -               | -               | 1                 | 0                 | 0                 | -          | -          | -          | -                              | -                              | -                              | -                              | 9       | 1       | 0       | 49    | 10    | 12    |
| 2019-2020             | Hull City                    | D2                    | 28          | 7           | 4           | 2               | 1               | 0               | -                 | -                 | -                 | -          | -          | -          | -                              | -                              | -                              | -                              | 4       | 0       | 3       | 34    | 8     | 7     |
| Sous-total            | Sous-total                   | Sous-total            | 119         | 25          | 27          | 3               | 1               | 0               | 1                 | 0                 | 0                 | -          | -          | -          | -                              | -                              | -                              | -                              | 25      | 4       | 8       | 148   | 30    | 35    |
| 2019-2020             | West Brom                    | D2                    | 14          | 1           | 3           | -               | -               | -               | -                 | -                 | -                 | -          | -          | -          | -                              | -                              | -                              | -                              | -       | -       | -       | 14    | 1     | 3     |
| 2020-2021             | West Brom                    | D1                    | 3           | 0           | 1           | 1               | 0               | 1               | 1                 | 0                 | 0                 | -          | -          | -          | -                              | -                              | -                              | -                              | 10      | 4       | 2       | 15    | 4     | 4     |
| Sous-total            | Sous-total                   | Sous-total            | 17          | 1           | 4           | 1               | 0               | 1               | 1                 | 0                 | 0                 | -          | -          | -          | -                              | -                              | -                              | -                              | 10      | 4       | 2       | 29    | 5     | 7     |
| 2021-2022             | Pogoń Szczecin               | D1                    | 26          | 9           | 6           | 1               | 0               | 1               | -                 | -                 | -                 | -          | -          | -          | -                              | -                              | -                              | -                              | 5       | 0       | 0       | 32    | 9     | 7     |
| 2022-2023             | Pogoń Szczecin               | D1                    | 34          | 13          | 8           | 2               | 0               | 1               | -                 | -                 | -                 | -          | -          | -          | C4                             | 4                              | 0                              | 1                              | 1       | 0       | 0       | 41    | 13    | 10    |
| 2023-2024             | Pogoń Szczecin               | D1                    | 34          | 13          | 14          | 5               | 2               | 1               | -                 | -                 | -                 | -          | -          | -          | C4                             | 4                              | 1                              | 2                              | 5       | 0       | 0       | 48    | 16    | 17    |
| 2024-2025             | Pogoń Szczecin               | D1                    | 33          | 7           | 12          | 6               | 3               | 3               | -                 | -                 | -                 | -          | -          | -          | -                              | -                              | -                              | -                              | 1       | 0       | 0       | 40    | 10    | 15    |
| Sous-total            | Sous-total                   | Sous-total            | 127         | 42          | 40          | 14              | 5               | 6               | -                 | -                 | -                 | -          | -          | -          | -                              | 8                              | 1                              | 3                              | 12      | 0       | 0       | 161   | 48    | 49    |
| Total sur la carrière | Total sur la carrière        | Total sur la carrière | 534         | 114         | 126         | 49              | 11              | 16              | 6                 | 0                 | 0                 | 1          | 0          | 1          | -                              | 10                             | 1                              | 4                              | 95      | 17      | 24      | 695   | 143   | 171   |

### Liste des buts internationaux
| Buts internationaux de Kamil Grosicki | Buts internationaux de Kamil Grosicki | Buts internationaux de Kamil Grosicki          | Buts internationaux de Kamil Grosicki | Buts internationaux de Kamil Grosicki | Buts internationaux de Kamil Grosicki   | Buts internationaux de Kamil Grosicki | Buts internationaux de Kamil Grosicki |
|                                       | Date                                  | Lieu                                           | Adversaire                            | Résultat                              | Compétition                             | Notes                                 | Notes                                 |
| ------------------------------------- | ------------------------------------- | ---------------------------------------------- | ------------------------------------- | ------------------------------------- | --------------------------------------- | ------------------------------------- | ------------------------------------- |
| 1.                                    | 7 septembre 2014                      | Stade de l'Algarve, Faro, Portugal             | Gibraltar                             | 0 - 7                                 | Éliminatoires de l'Euro 2016            | 0 - 1                                 | 11e                                   |
| 2.                                    | 7 septembre 2014                      | Stade de l'Algarve, Faro, Portugal             | Gibraltar                             | 0 - 7                                 | Éliminatoires de l'Euro 2016            | 0 - 2                                 | 48e                                   |
| 3.                                    | 7 septembre 2015                      | Stade national de Varsovie, Varsovie, Pologne  | Gibraltar                             | 8 - 1                                 | Éliminatoires de l'Euro 2016            | 1 - 0                                 | 8e                                    |
| 4.                                    | 7 septembre 2015                      | Stade national de Varsovie, Varsovie, Pologne  | Gibraltar                             | 8 - 1                                 | Éliminatoires de l'Euro 2016            | 2 - 0                                 | 15e                                   |
| 5.                                    | 13 novembre 2015                      | Stade national de Varsovie, Varsovie, Pologne  | Islande                               | 4 - 2                                 | Match amical                            | 1 - 1                                 | 52e                                   |
| 6.                                    | 17 novembre 2015                      | Stade municipal de Wrocław, Wrocław, Pologne   | Tchéquie                              | 3 - 1                                 | Match amical                            | 3 - 1                                 | 70e                                   |
| 7.                                    | 26 mars 2016                          | Stade municipal de Wrocław, Wrocław, Pologne   | Finlande                              | 5 - 0                                 | Match amical                            | 1 - 0                                 | 18e                                   |
| 8.                                    | 26 mars 2016                          | Stade municipal de Wrocław, Wrocław, Pologne   | Finlande                              | 5 - 0                                 | Match amical                            | 5 - 0                                 | 85e                                   |
| 9.                                    | 11 novembre 2016                      | Arena Națională, Bucarest, Roumanie            | Roumanie                              | 0 - 3                                 | Éliminatoires de la Coupe du monde 2018 | 0 - 1                                 | 11e                                   |
| 10.                                   | 5 octobre 2017                        | Stade Hrazdan, Erevan, Arménie                 | Arménie                               | 1 - 6                                 | Éliminatoires de la Coupe du monde 2018 | 0 - 1                                 | 2e                                    |
| 11.                                   | 8 octobre 2017                        | Stade national de Varsovie, Varsovie, Pologne  | Monténégro                            | 4 - 2                                 | Éliminatoires de la Coupe du monde 2018 | 2 - 0                                 | 16e                                   |
| 12.                                   | 27 mars 2018                          | Stade de Silésie, Chorzów, Pologne             | Corée du Sud                          | 3 - 2                                 | Match amical                            | 2 - 0                                 | 45e                                   |
| 13.                                   | 10 juin 2019                          | Stade national de Varsovie, Varsovie, Pologne  | Israël                                | 4 - 0                                 | Éliminatoires de l'Euro 2020            | 3 - 0                                 | 59e                                   |
| 14.                                   | 7 septembre 2020                      | Stade Bilino-Polje, Zenica, Bosnie-Herzégovine | Bosnie-Herzégovine                    | 1 - 2                                 | Ligue des nations 2020-2021             | 1 - 2                                 | 67e                                   |
| 15.                                   | 7 octobre 2020                        | Stade Gdańsk, Gdańsk, Pologne                  | Finlande                              | 5 - 1                                 | Match amical                            | 1 - 0                                 | 9e                                    |
| 16.                                   | 7 octobre 2020                        | Stade Gdańsk, Gdańsk, Pologne                  | Finlande                              | 5 - 1                                 | Match amical                            | 2 - 0                                 | 18e                                   |
| 17.                                   | 7 octobre 2020                        | Stade Gdańsk, Gdańsk, Pologne                  | Finlande                              | 5 - 1                                 | Match amical                            | 3 - 0                                 | 38e                                   |

## Palmarès

### En club
Formé au Pogoń Szczecin, c'est avec le Jagiellonia Białystok que Kamil Grosicki remporte les deux seuls titres de sa carrière, en soulevant la Coupe de Pologne puis la Supercoupe de Pologne en 2010.
Dans la suite de sa carrière, il est finaliste malheureux de plusieurs compétitions : la Coupe de France avec le Stade rennais en 2014, puis à deux reprises la Coupe de Pologne avec le Pogoń Szczecin en 2024 et 2025,,.
| Jagiellonia Białystok (2)                                                                        | Stade rennais FC                         | Pogoń Szczecin                                    |
| ------------------------------------------------------------------------------------------------ | ---------------------------------------- | ------------------------------------------------- |
| - Coupe de Pologne (1) : - Vainqueur en 2010. - Supercoupe de Pologne (1) : - Vainqueur en 2010. | - Coupe de France : - Finaliste en 2014. | - Coupe de Pologne : - Finaliste en 2024 et 2025. |

### Distinctions personnelles
- Meilleur joueur polonais du championnat de Pologne par Piłka Nożna en 2022 et 2023[46],[47]
- Meilleur joueur de la saison du championnat de Pologne en 2023 et 2024[48],[49]
- Meilleur milieu de terrain de la saison du championnat de Pologne en 2024[49]
- Meilleur passeur de la Coupe de Pologne en 2010 (6 passes décisives)[50]
- Meilleur passeur du championnat de Pologne en 2024 (14 passes décisives) et 2025 (12 passes décisives)[51],[52]

## Vie privée
Depuis 2011, Kamil Grosicki est marié à Dominika Grosicka. Ensemble, ils ont une fille, Maja, née en avril 2012.
Au cours de sa carrière, Kamil Grosicki a été désigné par plusieurs surnoms, tels que « Grosik » ou « TurboGrosik ». Cependant, durant son enfance, il était couramment surnommé « Opel ». Ce surnom singulier lui a été attribué car il avait l'habitude de jouer au football vêtu d'un maillot des Girondins de Bordeaux, sur lequel figurait le sponsor du constructeur automobile allemand Opel,.

## Source
- (pl) Cet article est partiellement ou en totalité issu de l’article de Wikipédia en polonais intitulé « Kamil Grosicki » (voir la liste des auteurs).